# Asellia
Genre
Asellia est un genre de chauves-souris de la famille des Hipposideridae.

## Liste des espèces
Selon ITIS (23 septembre 2017) :
- Asellia arabica Benda, Vallo & Reiter, 2011
- Asellia italosomalica De Beaux, 1931
- Asellia patrizii DeBeaux, 1931 - Asellia de Patrizi[2]
- Asellia tridens (E. Geoffroy, 1813) - Trident[3],[4]